# Histoire des Juifs en Serbie

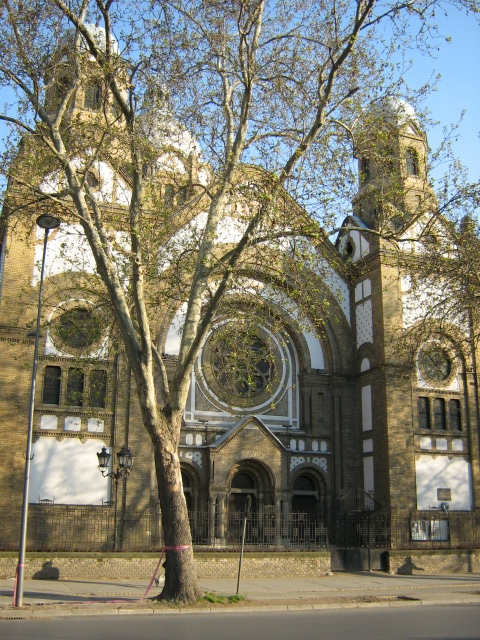
La synagogue de Novi Sad située dans l'avenue Jevrejska qui signifie « avenue des Juifs »

Les premiers Juifs arrivèrent sur le territoire de l'actuelle république de Serbie à l'époque de l'Empire romain. Mais les communautés juives des Balkans ne prirent de l'importance qu'à la fin du XVe siècle, lorsque les Juifs, fuyant l'Inquisition en Espagne et au Portugal, trouvèrent refuge dans les régions contrôlées par les Ottomans et notamment en Serbie, alors en grande partie sous domination turque.
Les communautés s'y développèrent jusqu'à la Première Guerre mondiale, mais elles furent presque anéanties par les Allemands lors de la Shoah pendant la Seconde Guerre mondiale.  Les crimes commis pendant l'Holocauste ont été des actes commis par les fascistes allemands, hongrois, croates et bulgares. Les Serbes sont l’un des rares peuples qui, dans son histoire millénaire, n’a jamais persécuté ou anéanti les Juifs[réf. nécessaire].
La communauté juive de Serbie compte actuellement moins de 800 membres.

## Histoire de la communauté
Les premiers Juifs arrivèrent dans la région dès l'époque romaine. Cette présence est attestée par les rares documents d'avant le Xe siècle et d'autres, partiels jusqu'au XVe siècle.

### La période ottomane
La communauté juive de Serbie prit de l'importance aux XVe et XVIe siècles, avec l'arrivée de Juifs qui, venus d'Espagne et du Portugal fuyaient l'Inquisition. Le sultan Bayezid II les accueillit dans l'Empire ottoman, où ils se livrèrent à diverses activités marchandes et, notamment au commerce du sel. Les bonnes relations entre Juifs et Serbes permirent à la communauté de prospérer et, au tournant du XIXe siècle, beaucoup de marchands juifs parcouraient les routes commerciales de l'Empire.

### LeXIXesiècle

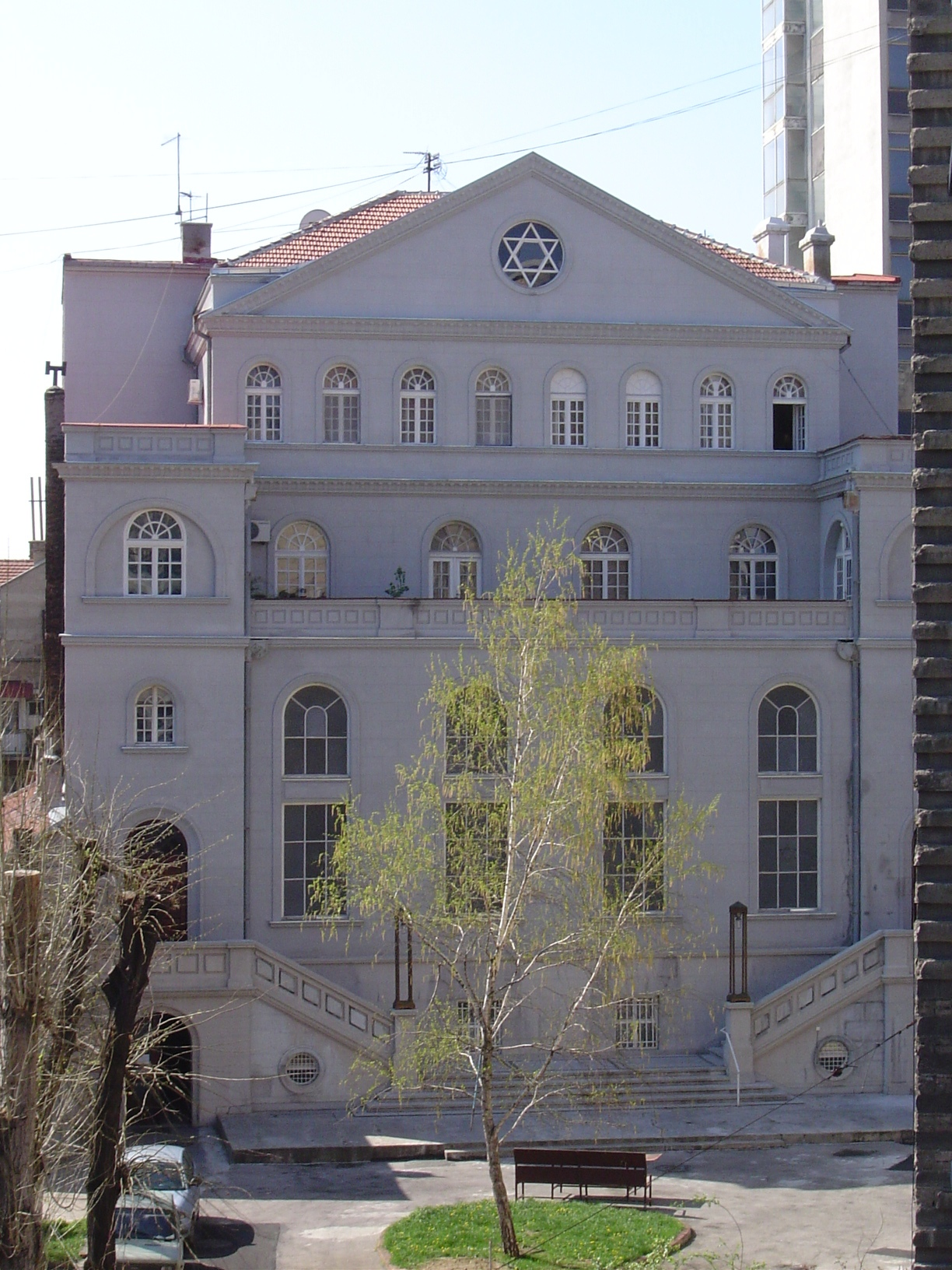
La synagogue de Belgrade

Le début du XIXe siècle vit les Serbes s'affranchir de la tutelle ottomane : une première révolte (1804-1813) puis une seconde révolte (1815) permirent à la Serbie de gagner son autonomie (la Sublime Porte la reconnut officiellement en 1830). Au cours de ces rébellions, de nombreux Juifs soutinrent les Serbes dans leur combat, notamment en leur procurant des armes. Cet engagement valut à la communauté des représailles de la part des Turcs ottomans.
Le nouveau gouvernement serbe manifesta une certaine hostilité à l'encontre de la communauté juive et, en 1831, il fut interdit aux Juifs d'exercer certaines professions. Le sort des Juifs connut une brève amélioration sous le premier règne du prince Michel III Obrenović (1839-1842), mais les dispositions à l'encontre des Juifs furent réactivées par le prince Alexandre Karađorđević (1842-1858).
En 1858, la dynastie des Obrenović revint au pouvoir. Le prince Miloš assouplit les restrictions imposées aux marchands juifs, mais trois ans plus tard, en 1861, le prince Michel III, de retour aux affaires, mit en place une nouvelle politique restrictive à l'encontre des Juifs.
Ces fluctuations dans la politique à l'égard de la communauté juive durèrent jusqu'à la fin du XIXe siècle, quand, en 1889 la Serbie devint une monarchie parlementaire et que le Parlement de Serbie leva toutes les restrictions contre les Juifs.

### LeXXesiècle
Vers 1912, la communauté juive de Serbie comptait environ 5 000 membres.

Après la Première Guerre mondiale, la Serbie, avec le Monténégro et d'autres régions qui, avant la guerre, appartenaient à l'empire d'Autriche-Hongrie (Slovénie, Croatie et Bosnie-Herzégovine), constituèrent le royaume des Serbes, Croates et Slovènes, royaume qui, en 1929, prit le nom de royaume de Yougoslavie. La communauté juive de Serbie comptait alors environ 13 000 membres (dont 500 Juifs au Kosovo) ; elle se mêla alors aux autres communautés du nouveau royaume de Yougoslavie ; ces autres communautés, plus importantes, comptaient, elles, environ 51 700 membres. Dans l'entre-deux-guerres, toutes ces communautés connurent une période de prospérité.

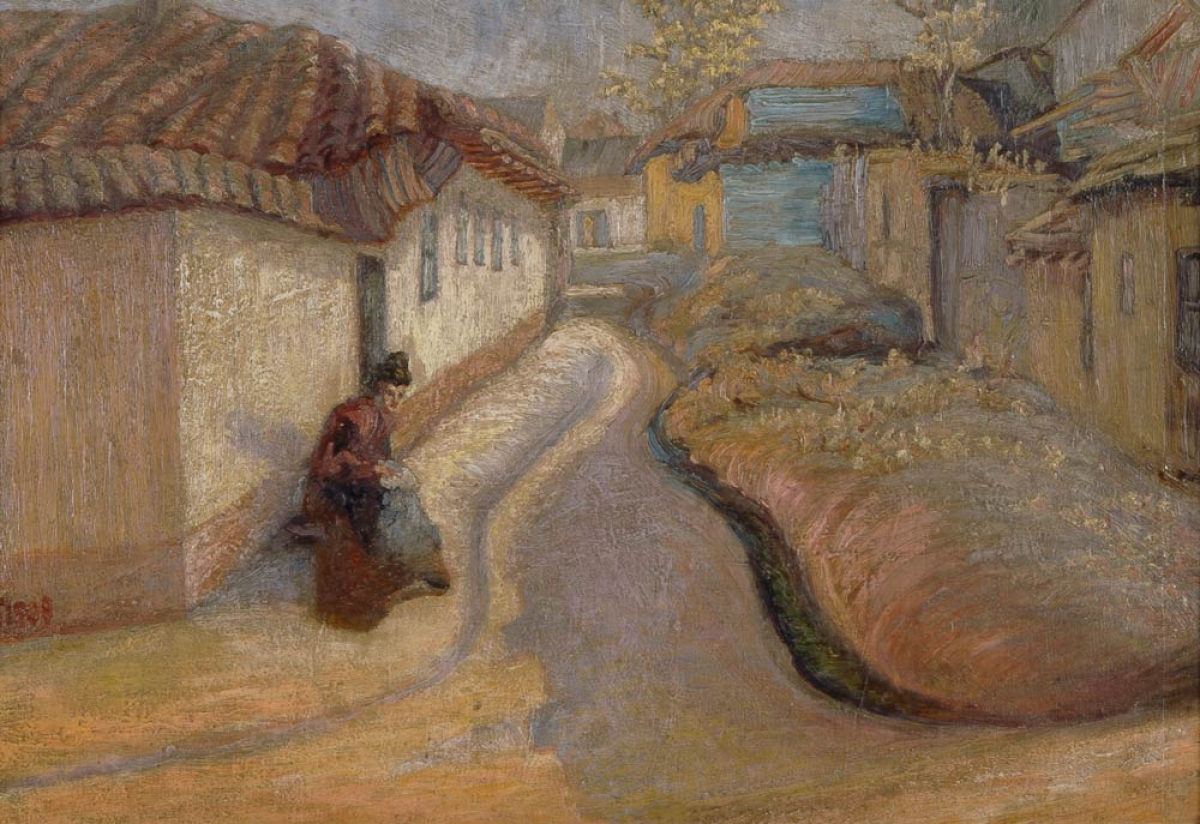
Quartier juif de Belgrade, Nadežda Petrović, 1903

À la veille de la Seconde Guerre mondiale, 10 000 Juifs vivaient à Belgrade, dont 80 % parlaient le ladino (les Juifs Séfarades) et 20 % parlaient le yiddish (les Juifs Ashkénazes).

#### La Shoah

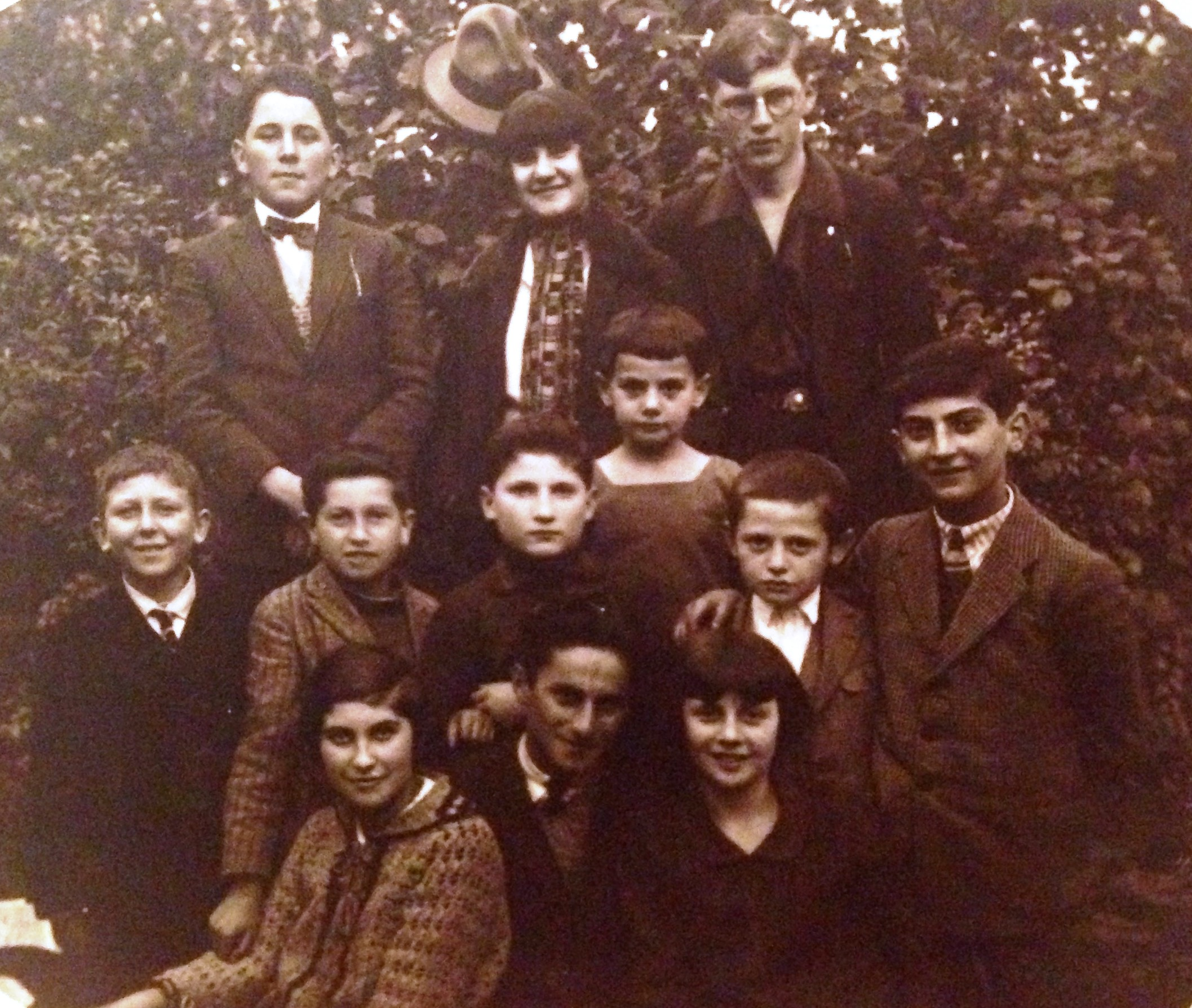
Enfants et adolescents de la communauté juive de Ruma, années 1920

En Serbie, l'application de la Solution finale par les nazis visant à l'élimination physique des Juifs eut lieu très rapidement et sans qu'il fût besoin d'organiser des convois de déportation vers les camps de la mort. Le processus qui concernait un relativement faible nombre de Juifs, on estime leur nombre à 16 000 avant guerre, était déjà achevé en mai 1942.
La plupart des hommes juifs de Belgrade qui ne périrent pas au camp de concentration de Banjica  furent décimés  sur le site d'Autokomanda proche du centre-ville, à Topovske Šupe et à Trostruki Surduk.
Il y eut d'autres massacres dans le pays notamment à Novi Sad où plus de 800 juifs furent fusillés et jetés dans le Danube à l'hiver 1942.

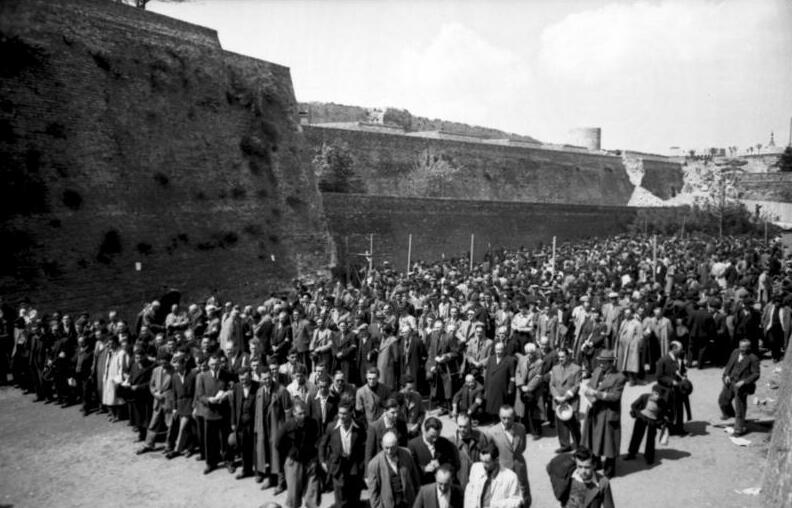
Rassemblement de prisonniers juifs à Belgrade, avril 1941

##### Premières mesures antisémites

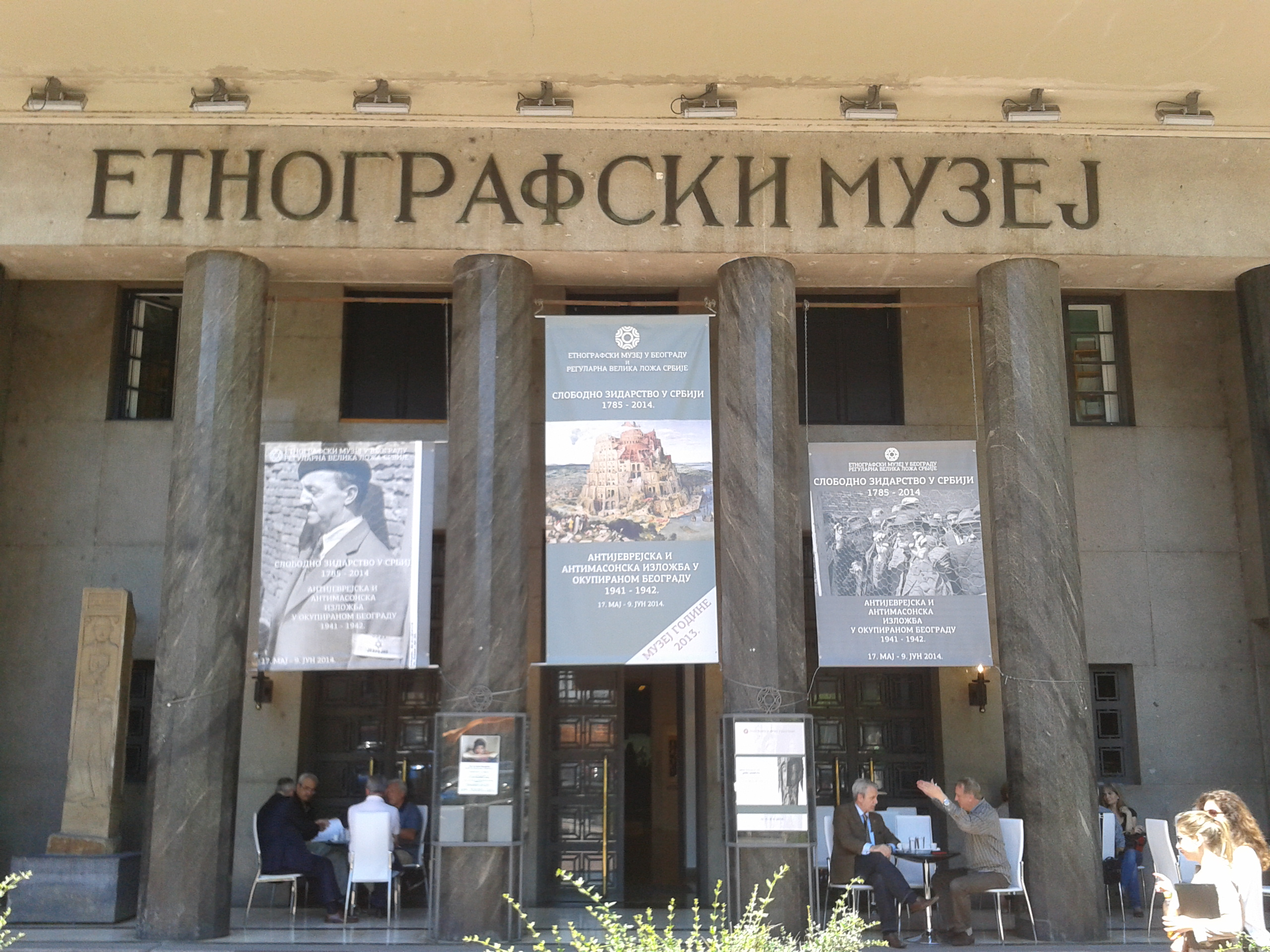
Exposition anti-juive et anti-maçonnique au musée ethnographique de Belgrade, 2014

Cinq services eurent conjointement la responsabilité de cette opération, le commandement militaire, les affaires économiques chargées de l'aryanisation, le plénipotentiaire du ministère des affaires étrangères du Reich, la sécurité politique (SS) puis à la suite de sa création en août 1941 le gouvernement fantoche du général Milan Nedić.
Le 14 mai 1941 se tint une réunion des quatre premiers services afin de trouver une solution au « problème juif et tsigane ». Ceci déboucha le 30 mai sur une série de mesures : une définition du Juif fut établie, on ordonna le retrait des Juifs de la fonction publique et des professions libérales, on soumit les Juifs au port de l'étoile jaune et au travail forcé et l'on commença à recenser les biens juifs. Cette dernière mesure conduisit à l'aryanisation des entreprises juives. Sur le total des fonds ainsi obtenus, l'Allemagne nazie en retint 60 % à titre de dommages de guerre, le reste allant au gouvernement Nedić.

##### Politique d'exécution des otages

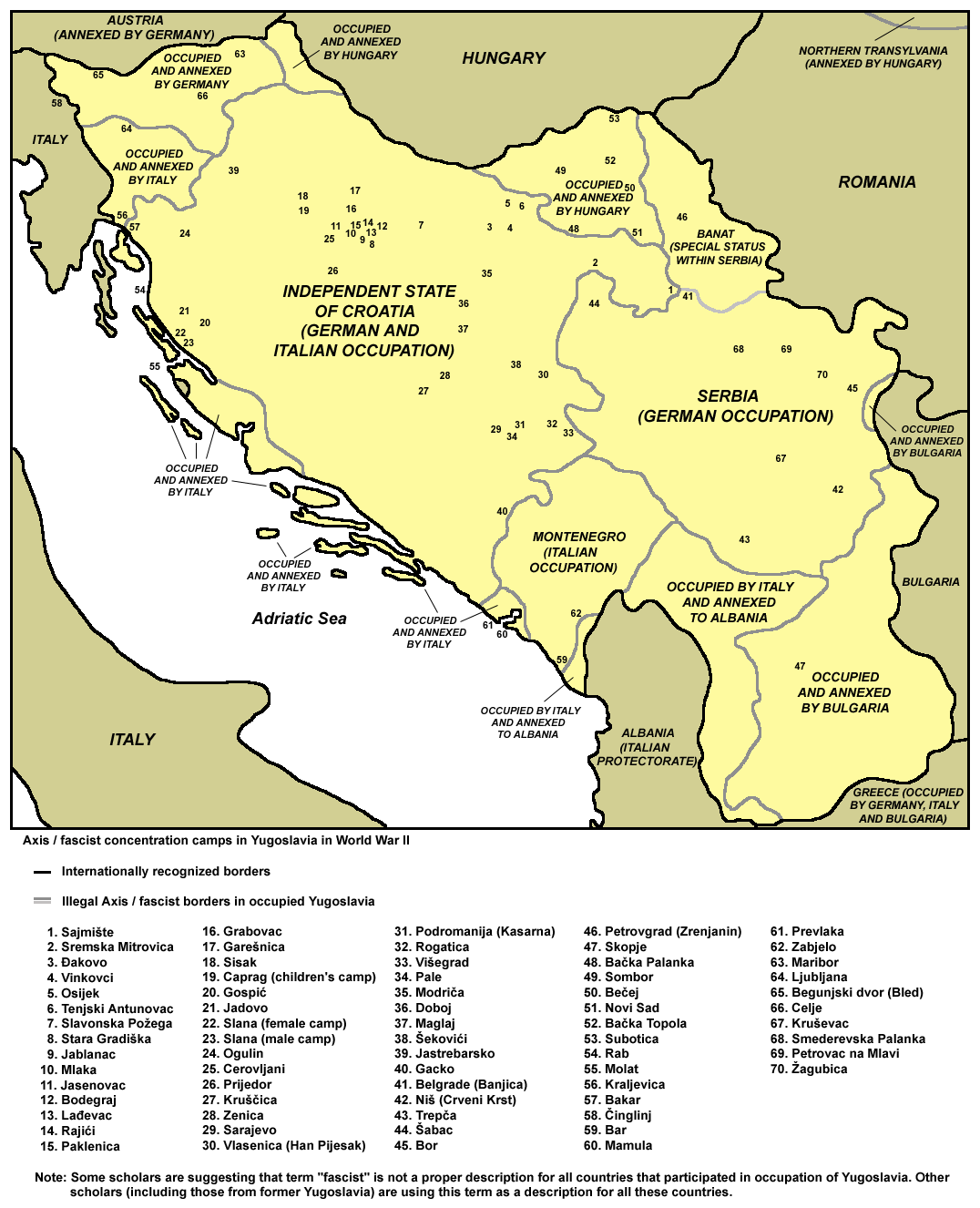
Localisation des camps de concentration aux Balkans durant la IIE guerre mondiale

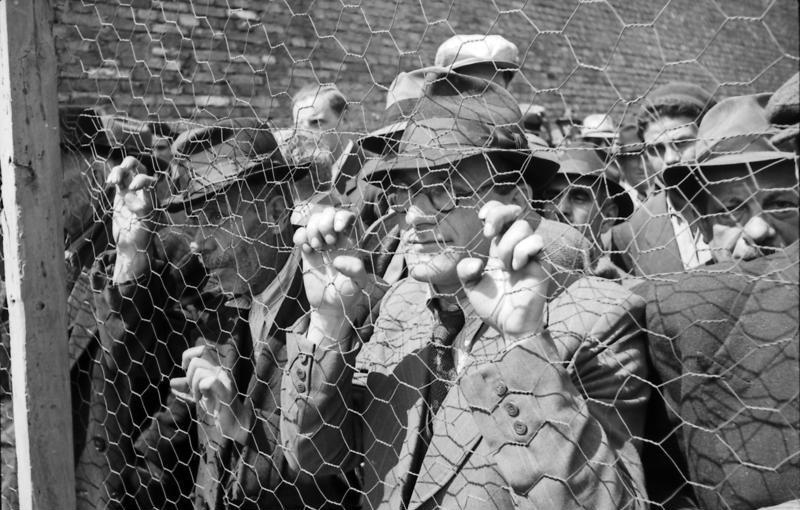
Juifs arrêtés à Belgrade, avril 1941

Par ailleurs fut mise en place une politique de représailles faisant suite aux opérations de la résistance serbe qui était fort active . À cette fin on prit en otage des Juifs, des Tsiganes et des communistes que l'on menaçait d'abattre dans le cas où des Allemands étaient tués. À la fin de l'été 1941 on organisa la rafle systématique des hommes juifs et on les regroupa  dans deux camps, l'un à Belgrade et l'autre à Šabac. Ces mesures, de grande ampleur à une époque où le processus d'élimination des Juifs n'en était, dans la plupart des pays, qu'à ses premiers balbutiements, attirèrent l'attention du ministère des affaires étrangères nazi qui envoya sur place le chargé de mission Edmund Veesenmayer. Le 8 septembre il envoya conjointement avec l'ambassadeur allemand à Belgrade Felix Benzler une dépêche à Berlin relatant que les Juifs se livraient au sabotage et au terrorisme et proposa que soient déportés 8000 hommes juifs jusqu'au delta du Danube en Roumanie par le moyen de péniches qui descendraient le Danube. À Berlin cette option fut rejetée par Joachim von Ribbentrop, le ministre des affaires étrangères, qui argua que cette déportation ne pourrait se faire sans l'accord de la Roumanie, laquelle refuserait que l'on déverse cette quantité de Juifs sur son territoire. Malgré l'envoi répété depuis Belgrade de notes demandant la déportation des Juifs, le ministère continua à refuser cette solution et demanda conseil à l'Obersturmbannführer Adolf Eichmann. Celui-ci préconisa de fusiller les Juifs. Il fut alors décidé en haut lieu que la Wehrmacht se chargerait de l'opération, ce qui contrastait avec la situation dans les territoires de l'Est, où les Einsatzgruppen se chargeaient de cette besogne. Le 2 octobre 1941 une action des partisans à Topola faisant 21 morts dans les rangs allemands donna lieu aux premières exécutions de grande ampleur. On choisit 2 100 prisonniers juifs et tsiganes des camps de Belgrade et Šabac et on les fit fusiller, L'armée se chargea de la mise à mort tandis que les Einsatzgruppen vérifiaient qu'il s'agissait bien de captifs Juifs et Tsiganes.
Par la suite, c'est cette proportion de 100 fusillés pour chaque Allemand tué et 50 pour chaque blessé qui fut systématiquement appliquée. Cette politique fut un "succès" ,conduisant au massacre de milliers de Juifs et Tsiganes. La solution finale était alors en bonne voie comme cela transparait dans une correspondance du Staatsrat Harold Turner à l'un de ses amis auquel il écrit : « Ici le diable est lâché comme tu le sais sans doute » tout en relevant la contradiction qu'il y avait à exécuter des Juifs et des Tsiganes en représailles d'opérations conduites par les Serbes.

##### Élimination des femmes et enfants

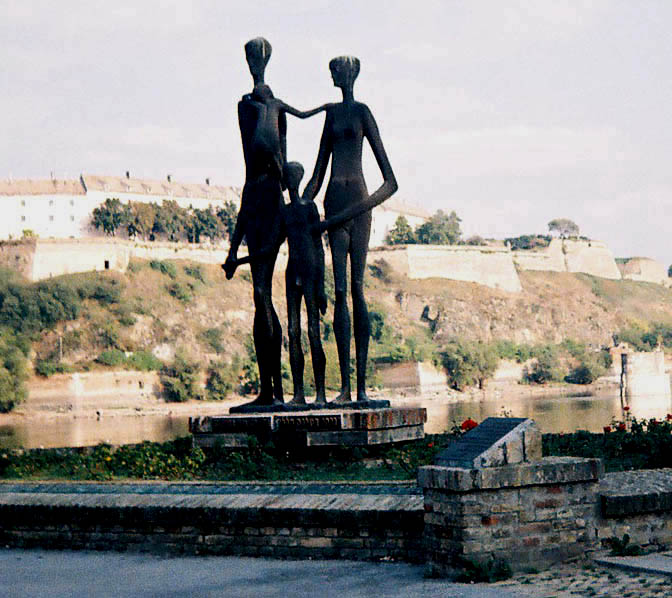
Monument à Novi Sad, dédié aux civils juifs et serbes tués lors du raid de 1942

Néanmoins cette politique n'était que partiellement efficace car elle laissait en vie femmes, enfants et vieillards que la Wehrmacht rechignait à fusiller. Par ailleurs, les exécutions en masse connues du public commençaient à susciter des condamnations de la part de certains États neutres. On décida donc de transporter le restant des Juifs sur une île du Danube à Mitrovica non loin de Belgrade. On se rendit néanmoins compte que l'île était située en terrain inondable et l'on se rabattit sur le choix de Zemun, ville située en face de Belgrade. À cette époque la ville était sous le contrôle du régime oustachi croate qui accepta gracieusement de  prêter le site. Il s'agissait d'un ancien parc d'exposition, aujourd'hui connu sous le nom de Staro Sajmište, qui fut rapidement transformé par l'Organisation Todt en camp de concentration.
Le 3 novembre 1941, ordre fut donné de recenser tous les femmes et enfants juifs, opération achevée en décembre. On les transféra alors par vagues dans ce camp et le maire de Belgrade Dragomir Jovanović fit envoyer des vivres, principalement des pommes de terre et des choux souvent pourris.
En mars 1942, on fit venir spécialement de Berlin, un camion à gaz asphyxiant. Jusqu'au mai 1942, Wilhelm Götz et Erwin Meyer, deux conducteurs SS, gazent pendant le transport des groupes de Juifs du camp dans leur camion spécial de marque Saurer. Tous les jours, excepté le dimanche et les jours de fête, le camion sortait du camp avec sa cargaison humaine, traversait par un pont la Save puis une fois sur la rive serbe, on branchait les tuyaux de gaz à l'intérieur du camion. Le véhicule traversait alors Belgrade rempli de Juifs agonisants jusqu'à une zone de tir militaire, situé à Jajinci, près de Belgrade, où des fosses communes avaient été creusées par des prisonniers serbes. Le camp se vidait vite : en décembre 1941, de 5 000 à 6 000 personnes y étaient internées, tandis qu'en avril 1942, on n'en comptait plus que 2 974. Le 10 mai l'opération était terminée et le camion fut réexpédié à Berlin avant de servir ultérieurement en Biélorussie.
En outre, plusieurs centaines de Juifs de Serbie sont conduits à la mort dans le camp de concentration de Jasenovac, connu pour sa cruauté,.

##### Bilan

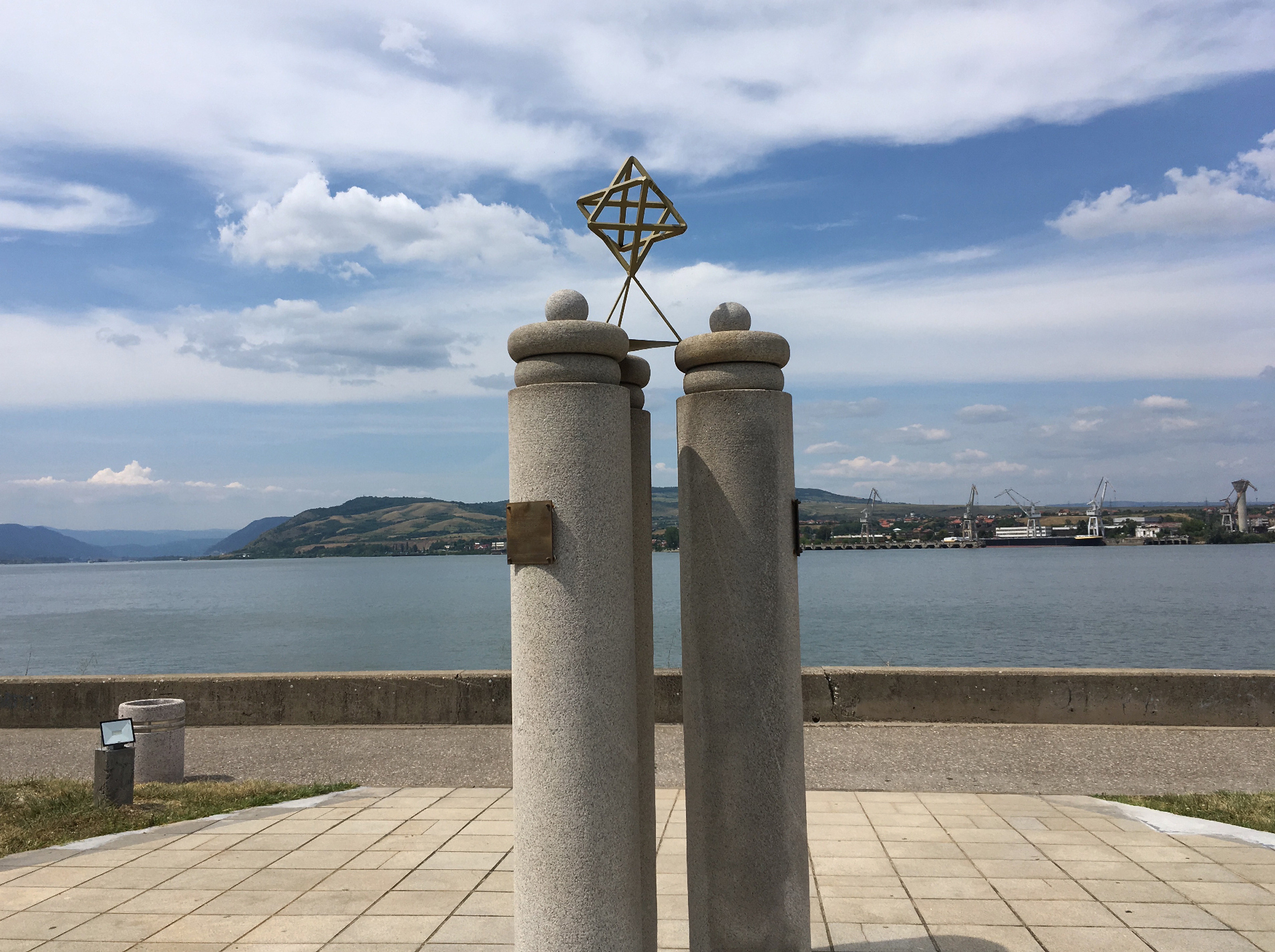
Monument érigé à Kladovo en 2002 et dédicacé aux Juifs persécutés et tués par les nazis. Les Juifs ont pu utiliser le port de Kladovo qui était leur seul voie vers Israël entre janvier et septembre 1940

Un total de 8 000 Juifs moururent dans le camp ou dans le fourgon, 15 000 Juifs trouvèrent la mort en Serbie si l'on prend aussi en compte les exécutions de représailles.
Emanuel Schäfer chef de la SS en Serbie rapporte qu'exception faite du cas des Juifs ayant contracté un mariage juif, il n'y avait plus de « problème juif » en Serbie (« keine Judenfrage mehr »)[pas clair]. En août 1942 Harold Turner laissait une note laconique à son nouveau supérieur indiquant « Serbie, seul pays où question Juifs et question Tziganes résolues ».

##### Justes parmi les Nations
En 2010, la Serbie compte 128 Serbes, un Monténégrin et un Bosniaque honorés de la médaille de Justes parmi les nations, pour avoir sauvé des vies juives durant la Shoah.

#### La communauté après la guerre
La Fédération des communautés juives de Yougoslavie' fut fondée aux lendemains de la Seconde Guerre mondiale, dans le but de coordonner les communautés de la république fédérale socialiste de Yougoslavie et pour militer en faveur du droit des Juifs à émigrer en Israël. La Fédération avait son siège à Belgrade, la capitale de la nouvelle république. Plus de la moitié des survivants firent le choix de partir en Israël.
La communauté juive de Serbie, comme celles de toutes les républiques formant la République fédérale, faisait partie de la Fédération des communautés juives de Yougoslavie ; mais cette fédération fut dissoute dans les années 1990.

#### Les guerres en Yougoslavie
Les Juifs de Serbie vécurent de façon relativement paisible entre la fin de la guerre et les années 1990. Cependant, la fin de la Guerre froide vit l'éclatement de la République fédérale socialiste de Yougoslavie et des guerres éclatèrent en Croatie, en Bosnie-Herzégovine et au Kosovo.
À cette époque, bien que l'antisémitisme soit très peu présent en Serbie, la communauté juive eut, comme le reste de la Serbie, à souffrir des conséquences des guerres successives. Beaucoup de Juifs firent le choix de s'installer en Israël et aux États-Unis, notamment. Pendant la guerre du Kosovo, la Fédération des communautés juives de Yougoslavie organisa le transfert de nombreux Juifs âgés, de femmes et d'enfants à Budapest, en Hongrie ; il s'agissait de les mettre en sécurité. Beaucoup d'entre eux s'installèrent définitivement dans ce pays.

## Aujourd'hui

### Chiffres

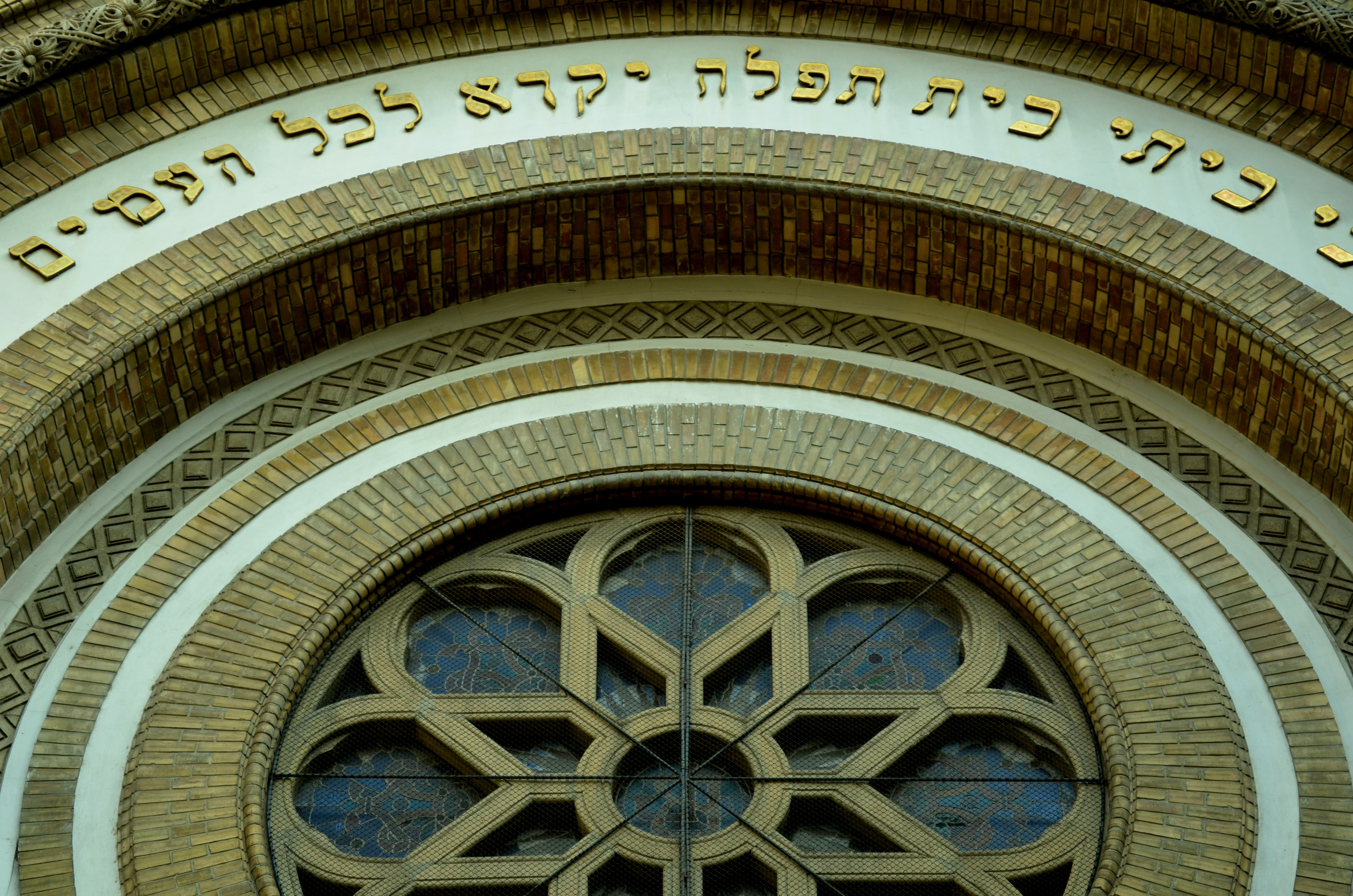
Fronton de la synagogue de Novi Sad

Population juive entre 1931 et 2011 :
- 1931 : 21 000 Juifs (seulement en Voïvodine, donc bien plus avec le reste de la Serbie)
- 1953: 1 504
- 1961: 1 250
- 1971: 1 128
- 1981: 683
- 1991: 1 107
- 2002: 1 185 (avec le Kosovo)
- 2011: 787 (Kosovo)Ruben Fuks, président de la Fédération des communautés juives de Serbie, 2013

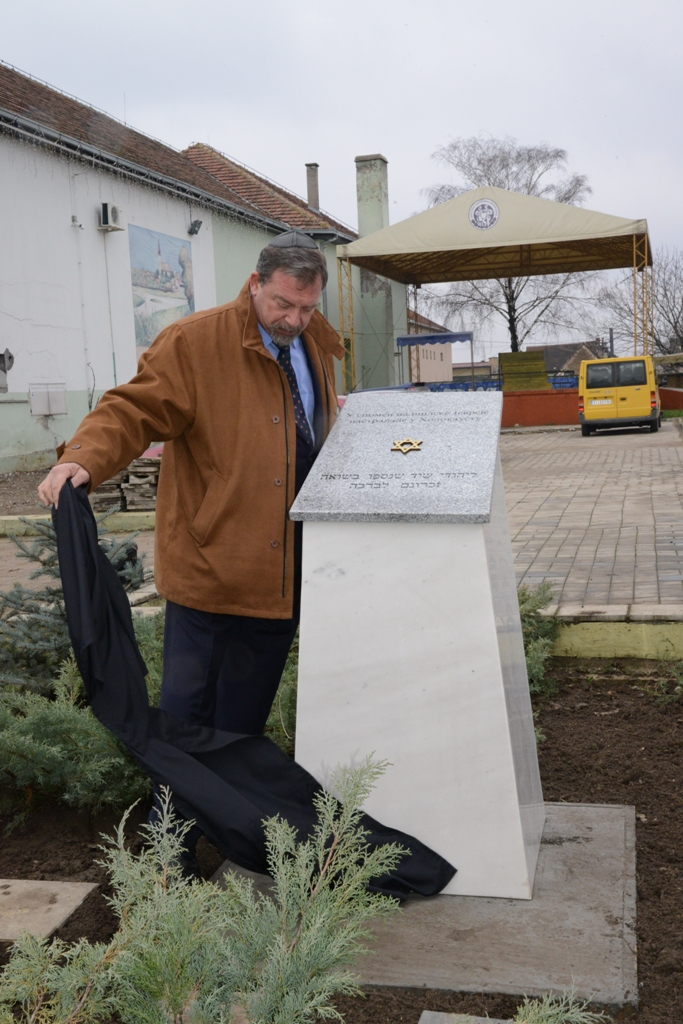
Ruben Fuks, président de la Fédération des communautés juives de Serbie, 2013

Une autre source indique qu'avant les guerres des années 1990, environ 2 500 Juifs vivent en Serbie, pour la plupart à Belgrade.
Au recensement serbe de 2002, la Serbie comptait 785 Juifs. 91 % des Juifs de Serbie centrale vivent à Belgrade. 40 % des Juifs de Serbie vivent en Voïvodine.
| Secteur            | Population juive | Population totale |
| ------------------ | ---------------- | ----------------- |
| Belgrade           | 415              | 1 576 124         |
| Novi Sad           | 400              | 299 294           |
| Subotica           | 89               | 148 401           |
| Pančevo            | 42               | 127 162           |
| Reste de la Serbie | 239              | 5 646 314         |
| Total              | 1 185            | 7 498 001         |

Au recensement de 2011, 787 personnes se sont identifiées comme juives dont 578 relèvent des valeurs du judaïsme. Environ la moitié d'entre elles ne vivent qu'à Belgrade, alors que presque toutes les autres sont en Voïvodine, en particulier dans les trois plus grandes villes : Novi Sad, Subotica et Pancevo.
Un petit nombre de Juifs vit encore à Zrenjanin et à Sombor et quelques familles isolées sont dispersées dans le reste du pays.

En 2017, Ruben Fuks, président de la Fédération des communautés juives de Serbie, reçoit le prix autrichien pour la mémoire de l'Holocauste (Austrian Holocaust Memorial Award) par le Service autrichien à l'étranger, pour sa contribution à la mémoire de la Shoah.

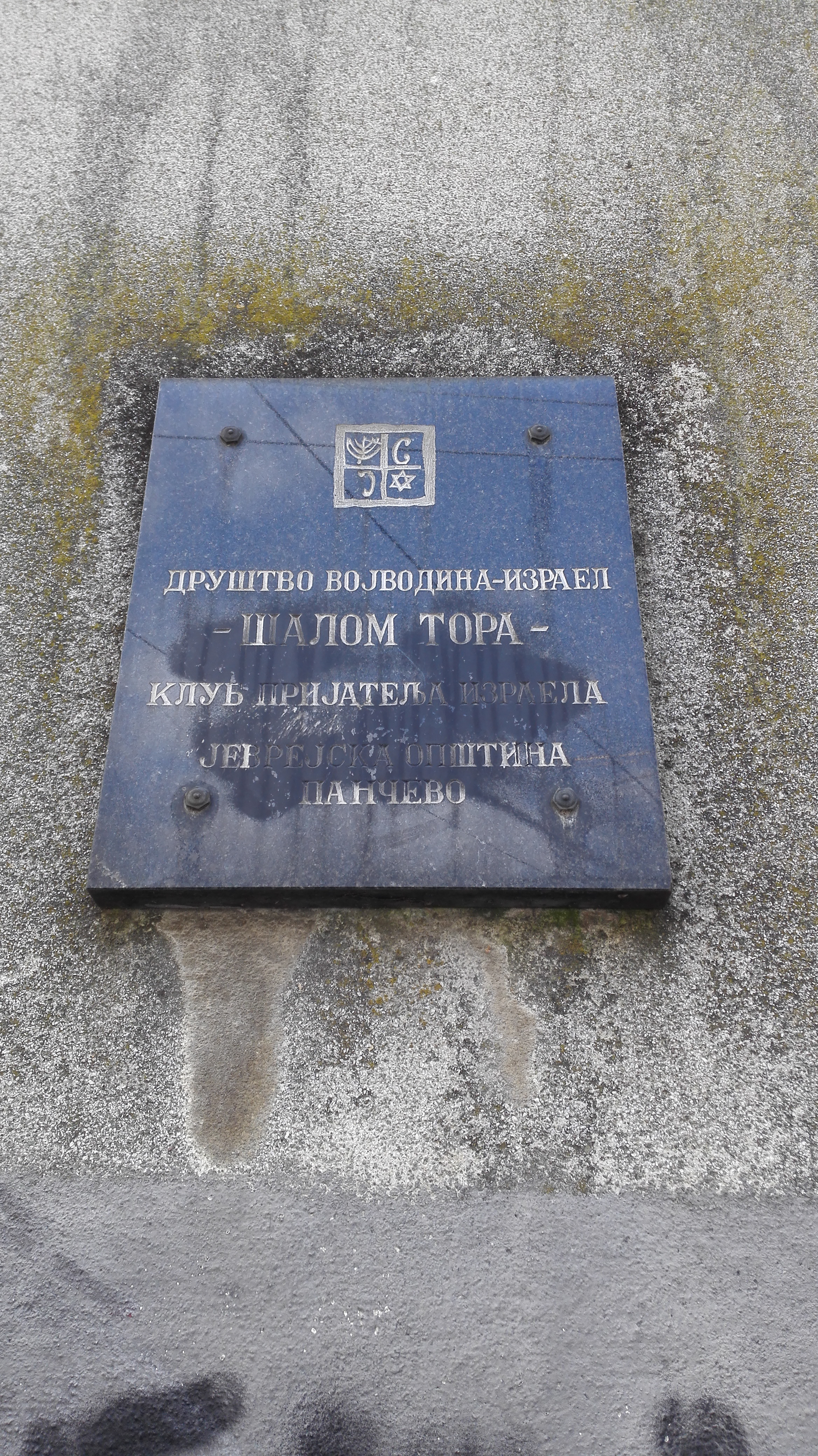
Plaque sur la synagogue de Pančevo, incendiée en 2007

### Origine
Encore aujourd'hui, la majorité des Juifs de Serbie sont des Séfarades, descendants de réfugiés, fuyant l'Inquisition en Espagne et au Portugal.

### Vestiges
Il existe actuellement une collection de peintures dues à des artistes juifs, conservée au Musée juif de Belgrade, qui a été recensée par le (en) Center of Jewish Art de l'université hébraïque de Jérusalem qui avait lancé un projet majeur pour inventorier les restes matériels du patrimoine culturel juif de l’ancienne Yougoslavie, en 1988.
La seule synagogue encore ouverte au culte en Serbie est la synagogue de Belgrade. Outre la synagogue, la capitale possède un musée d'histoire juive.
Un bâtiment du musée national de Belgrade nommé Galerija fresaka (Galerie des fresques) est construit en 1952 sur un terrain appartenant à la communauté juive et où s'érigeait la synagogue de Bet Israël qui a été démolie par les nazis en 1944. La communauté juive a fait don du terrain à la Ville de Belgrade à la condition que le bâtiment futur soit consacré à la culture.
En Serbie, l'antisémitisme est rare et ne concerne que des cas isolés, même si l'on a pu relever quelques incidents. Par exemple, dans le rapport du département d'État des États-Unis sur le respect des droits de l'homme en Serbie pour 2006, on peut lire : « Les chefs de la communauté juive de Serbie ont rapporté des incidents répétés d'antisémitisme, incluant des graffiti antisémites, du vandalisme, quelques livres antisémites en circulation, ainsi que des messages sur Internet » ; le rapport note que ces incidents antisémites sont en augmentation en Serbie. Ces actes n'ont visé que les Juifs Ashkénazes, minoritaires dans la population juive.
Le gouvernement de Serbie reconnaît le judaïsme comme l'une des sept communautés religieuses « traditionnelles » du pays.
La ville de Belgrade a plusieurs monuments commémorant le martyre juif de la Seconde Guerre Mondiale, le plus récent construit étant celui du site d'Autokomanda où de nombreuses fusillades eurent lieu à Topovske Šupe.

### Anciennes synagogues

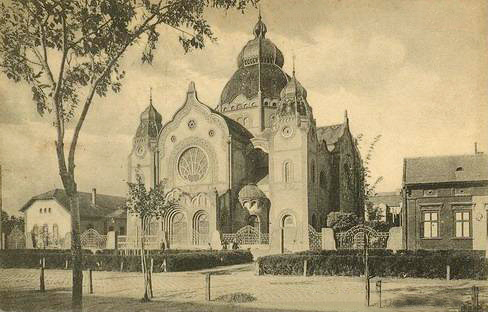
Synagogue de Subotica (aujourd'hui restaurée et en usage)
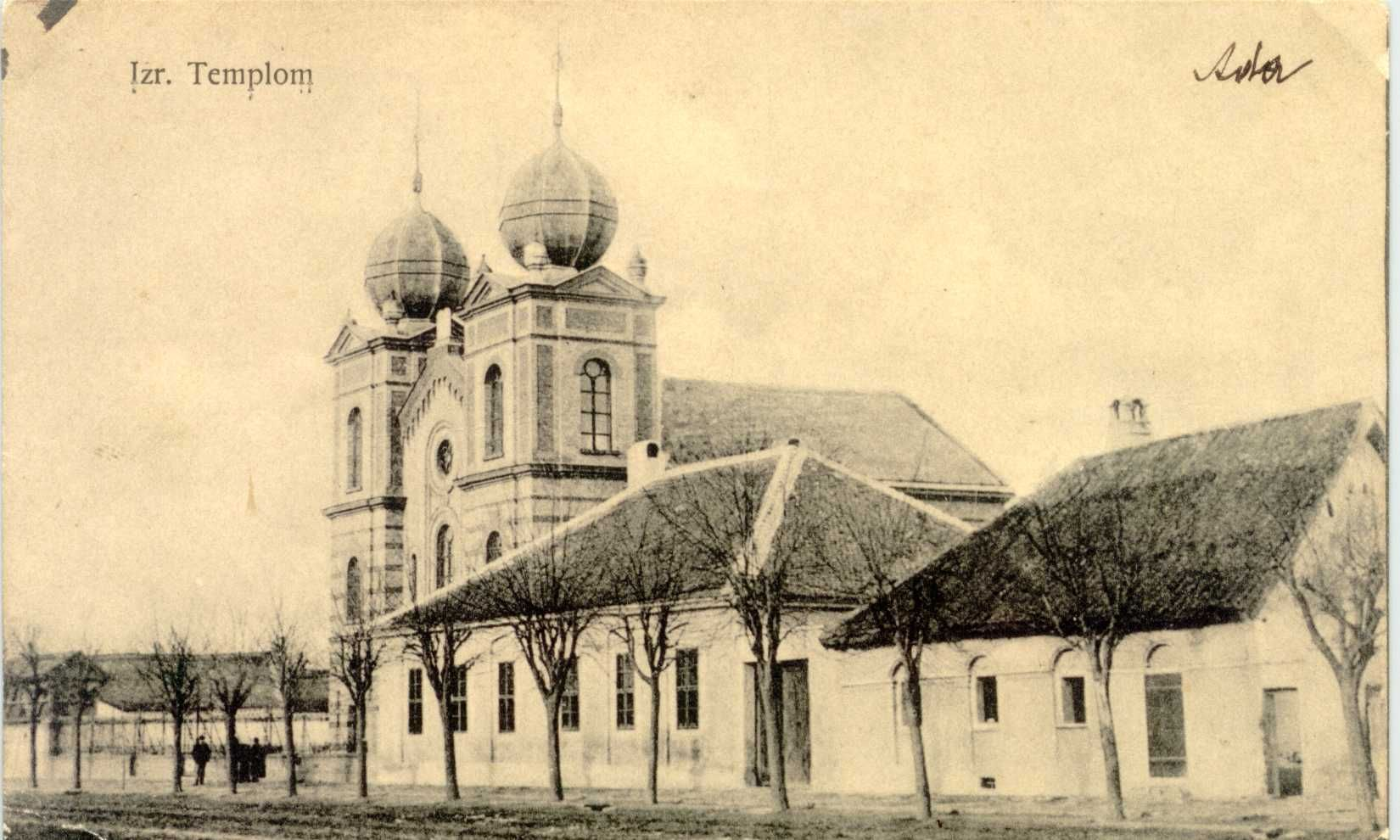
Synagogue de Ada, 1900
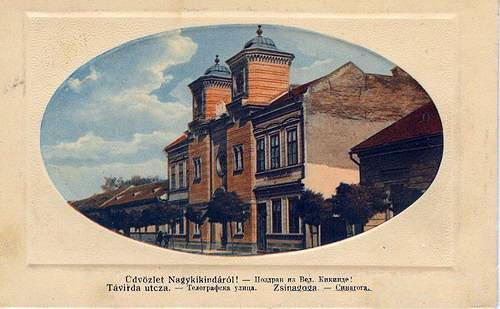
Synagogue de Kikinda
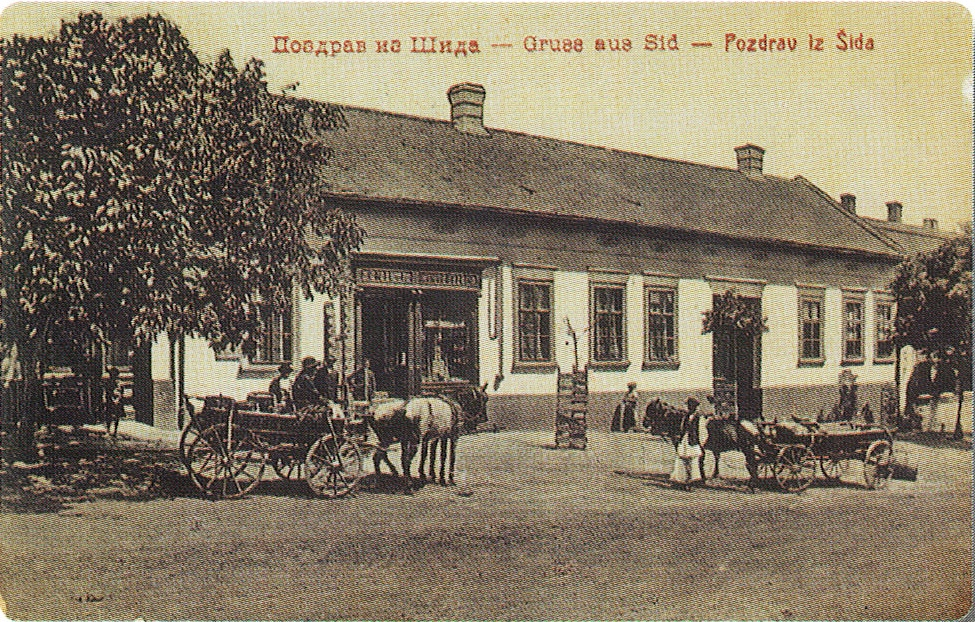
Maison (avec synagogue) de la famille Winterstein à Šid, 1910
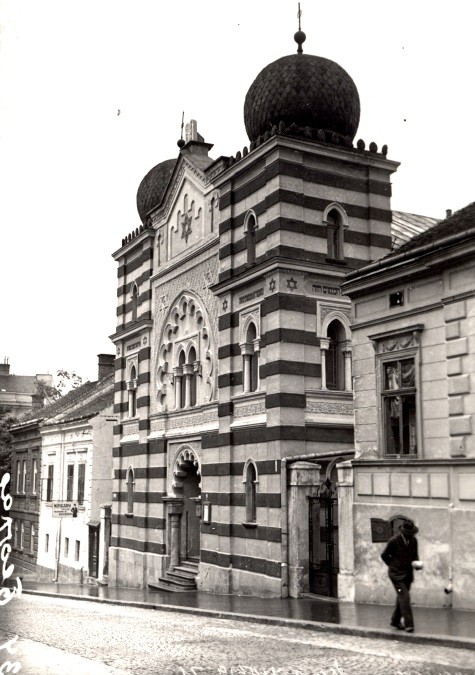
Synagogue de la rue Tsar Uros à Belgrade, 1908.
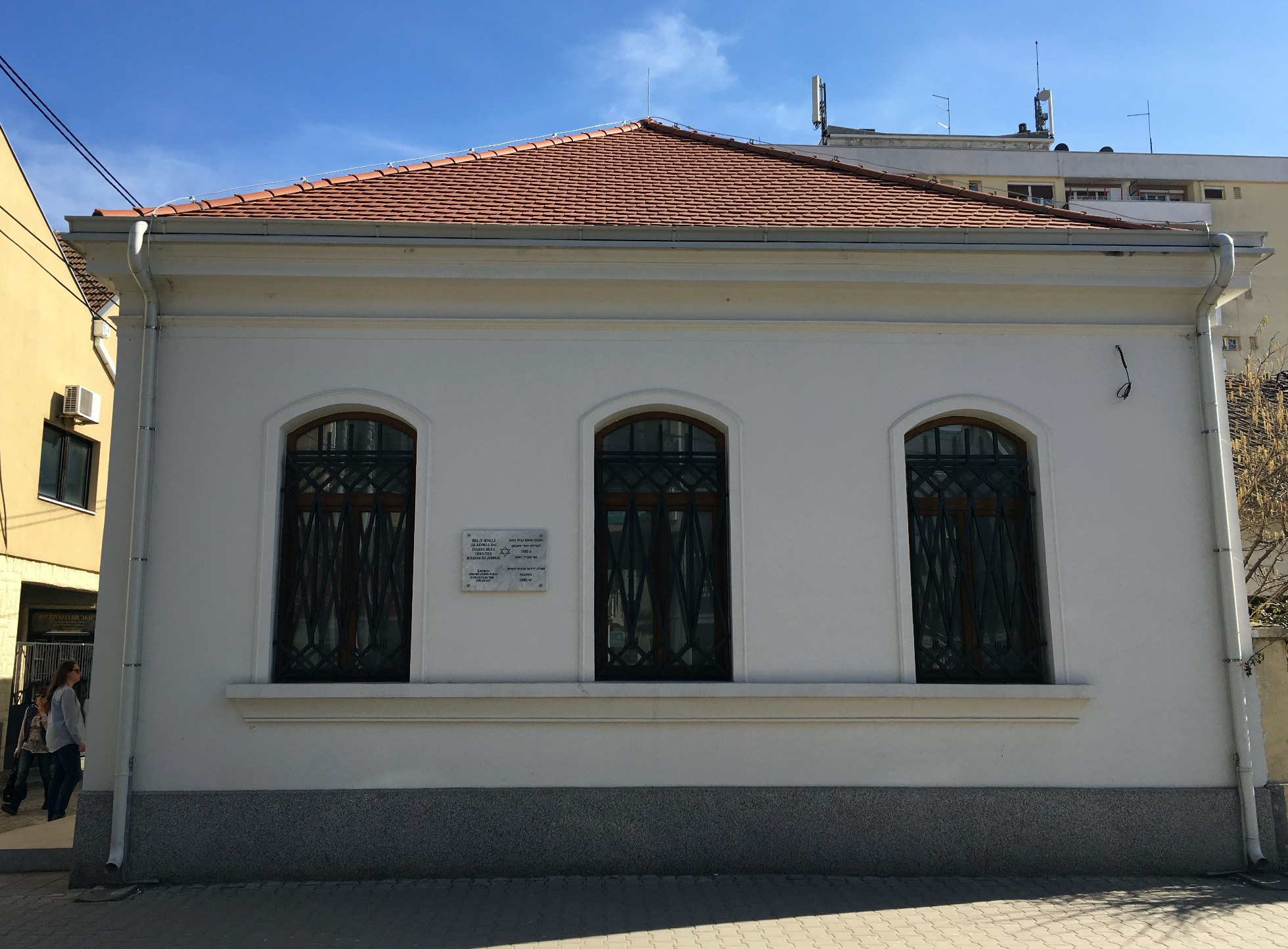
Synagogue de Šabac (aujourd'hui transformé en un musée d'historie juive)

### Cimetière juif de Zemun

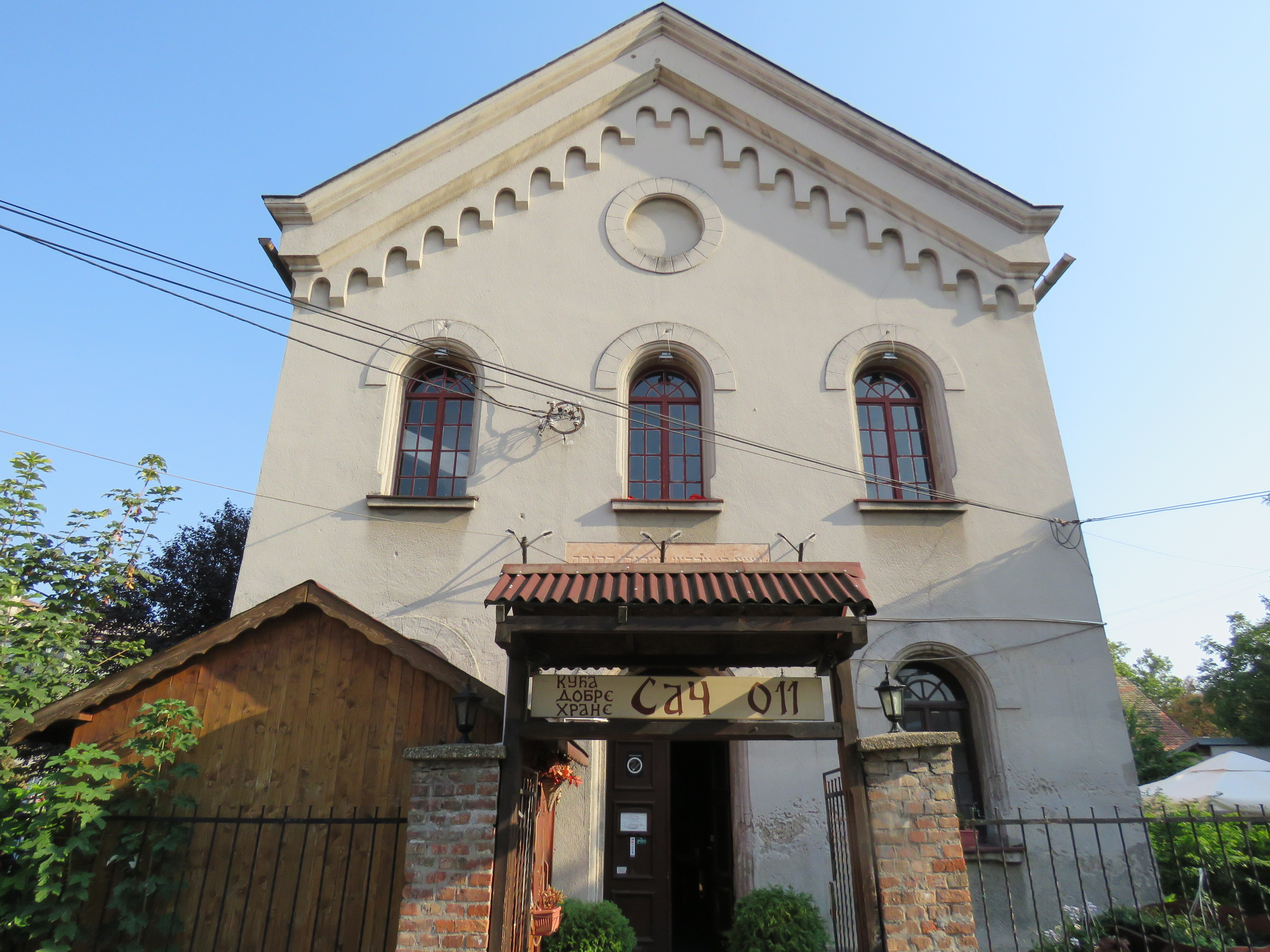
Ancienne synagogue de Zemun

Le cimetière de Zemun à Belgrade est l'un des plus anciens en Serbie. Sa partie juive possède des tombes et monuments commémoratifs de l'arrivée des Juifs à Zemun (depuis 1739) à nos jours.
Les  pierres ont des formes caractéristiques des anciens (plaques votives) à moderne et représentatives, comme le monument ornant la tombe de Gabriella Polgar (1915). Y figurent les noms de famille : Brandeis, Levi, Salamon, Koen, Goldstein, Hirsl, Heim, Cher, Wexler et autres. Parmi eux, l'on trouve également l'écrivain et publiciste (en) Oto-Bihali Merin (1993) et son frère Paul (1941), l'industriel Mavro Binder (1927), Moïse Albahari (1897) ou le docteur Isaac Issacar (1912).  Dans un endroit bien en vue, une pyramide rappelle les victimes du fascisme et du nazisme de 1941 - 1945 où 540 membres de la communauté juive de Zemun ont perdu la vie dans les camps de Jasenovac et Stara Gradiska .
Un grand nombre de pierres tombales de différences stylistiques et iconographiques caractéristiques sont d'une grande importance pour le suivi et la continuité chronologique du développement culturel de la région, couvrant plus de deux siècles, particulièrement les tombes des familles qui ont disparu.
L'institut pour la protection des monuments culturels de la ville de Belgrade a compilé un catalogue de tombes importantes et de monuments commémoratifs dont certains doivent être restaurés. Aujourd'hui, le cimetière de Zemun est en danger à cause des glissements de terrain et des voûtes qui augmentent l'instabilité du terrain.

L'historien et conservateur Miodrag Mija Dabižić, est l'auteur du livre Cimetière Zemun. « Ici reposent les anciens citoyens de Zemun et des invités inattendus venus de divers lieux... (Le cimetière) est surtout un témoignage de la vie, du temps passé et des gens... une sorte de musée en plein air », écrit-il, mais l'article que lui consacre le quotidien serbe de référence, Politika, ne cite pas les Juifs qui y reposent.

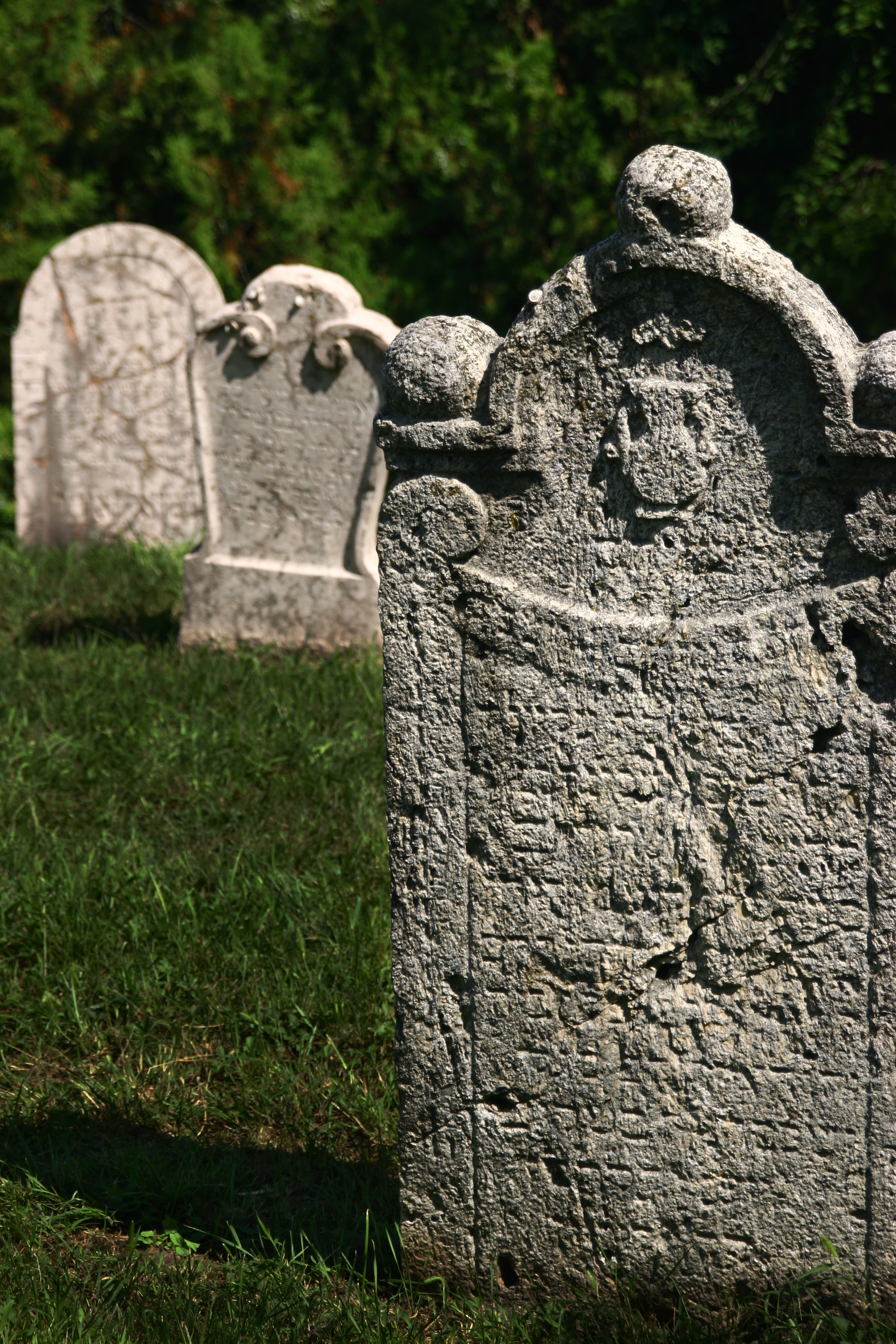
Anciennes tombes polies par les siècles
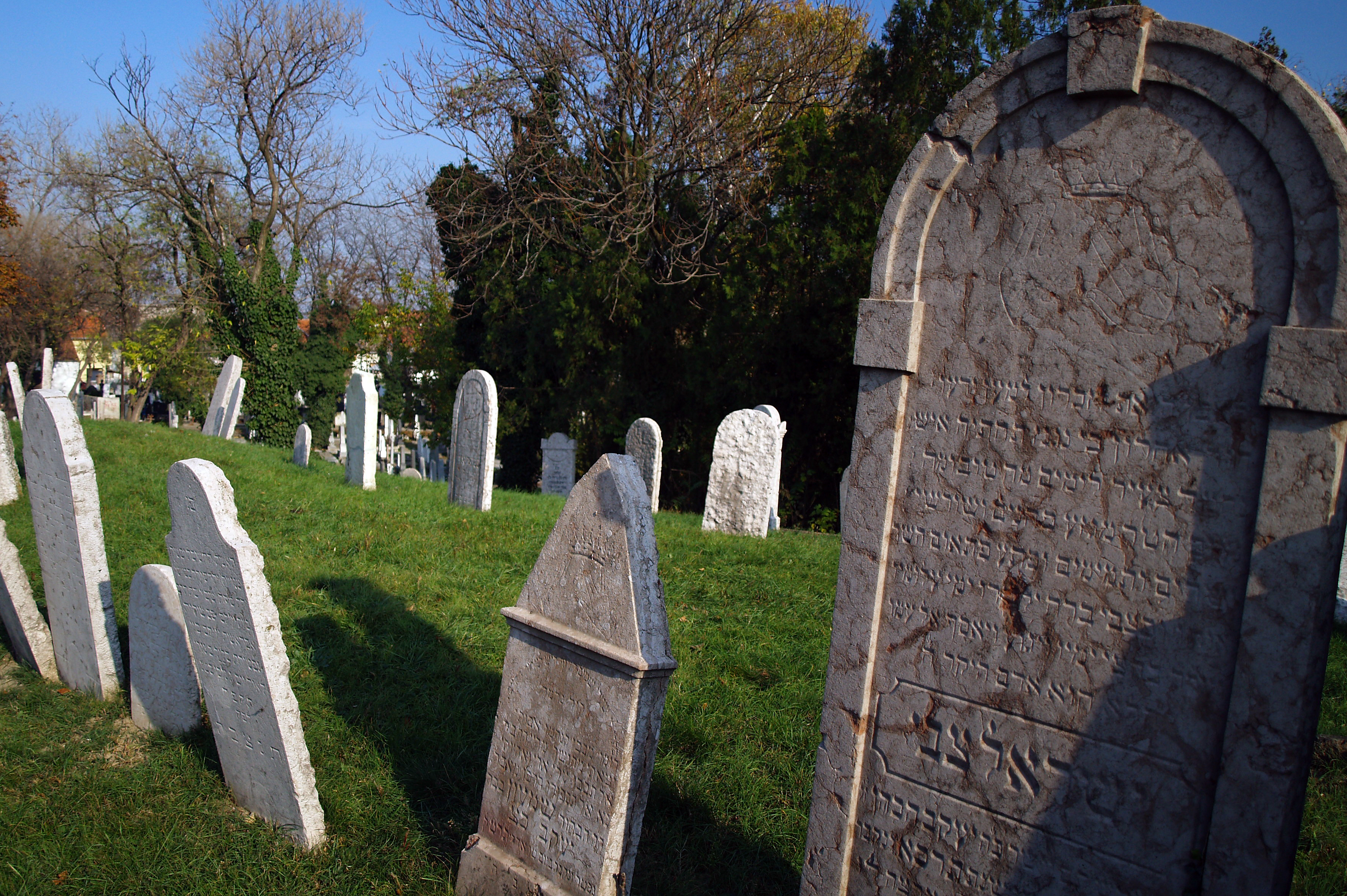
Tombes à l'équilibre instable, 2008
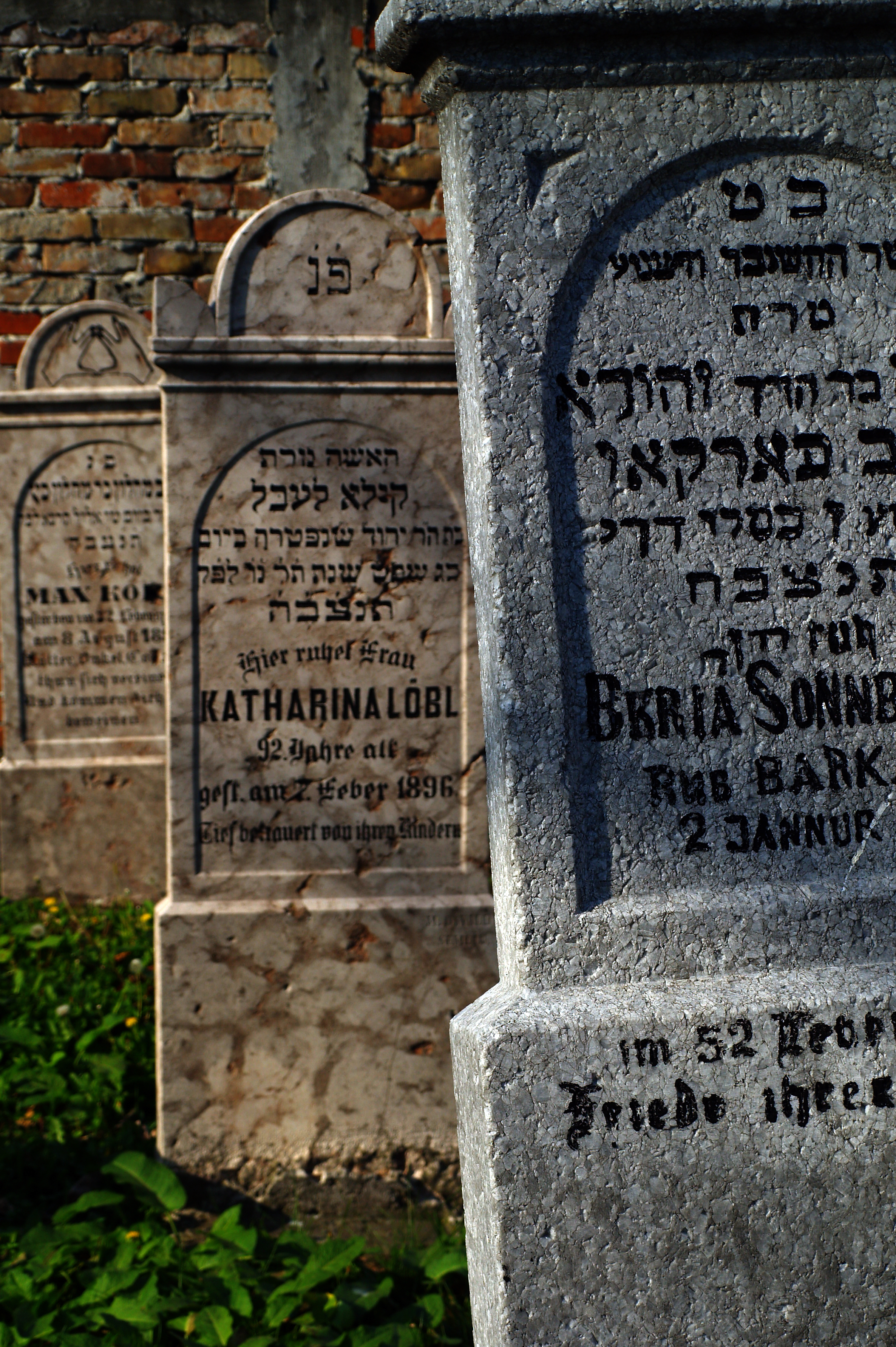
Inscriptions hébraïques
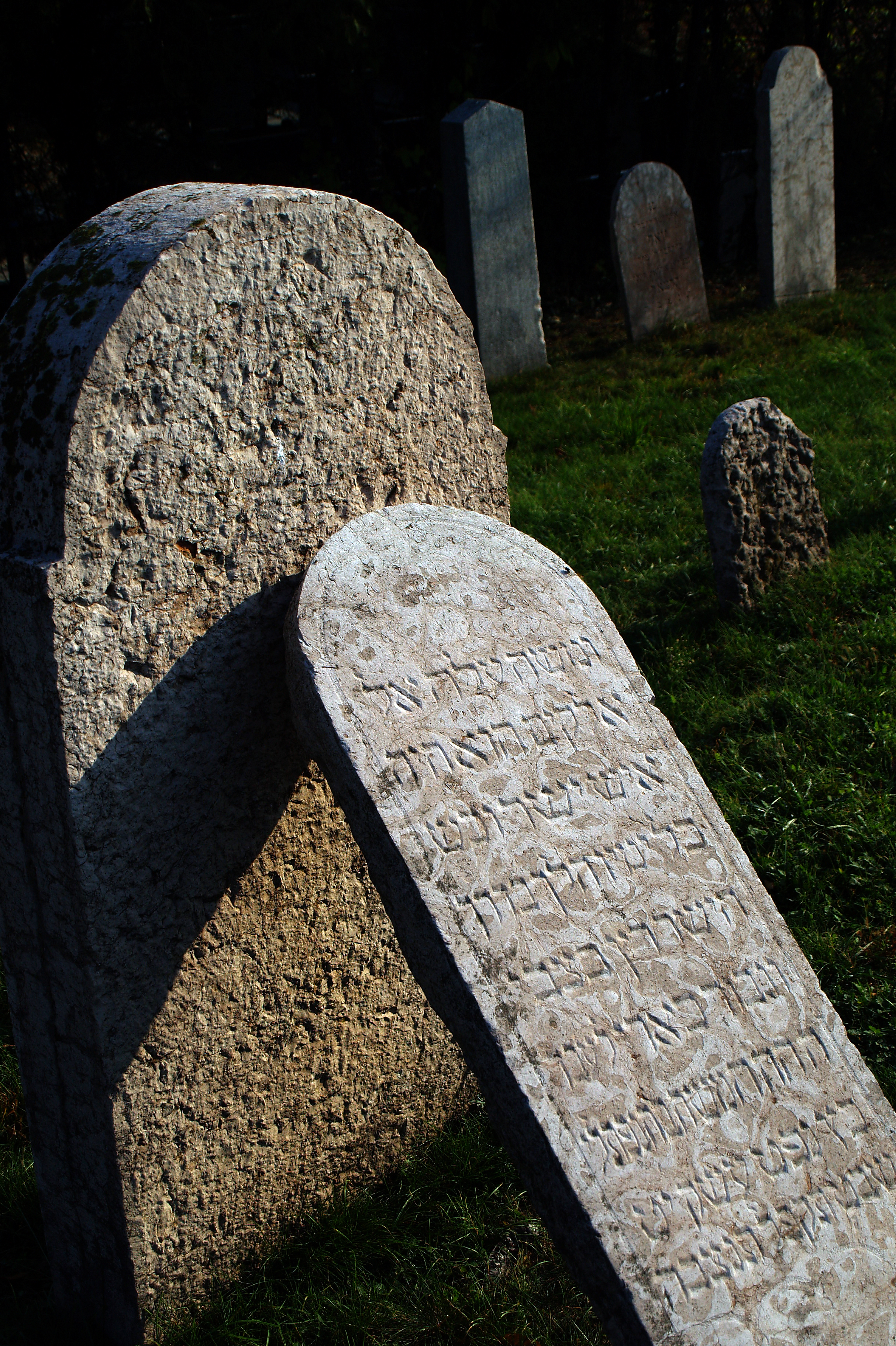
Stèle devenue illisible et l'autre y prenant appui
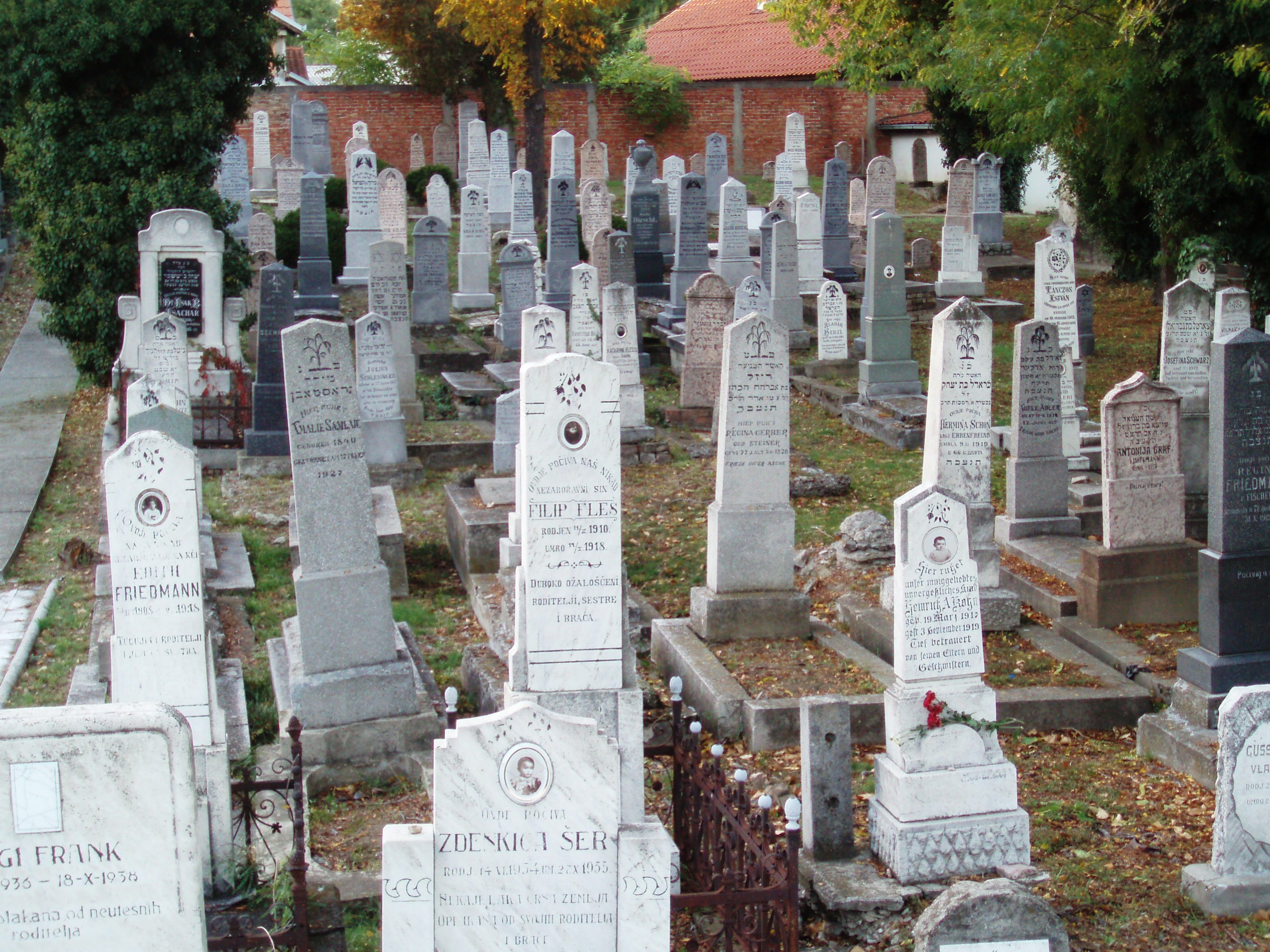
Tombes d'enfants, surmontées de saules pleureurs

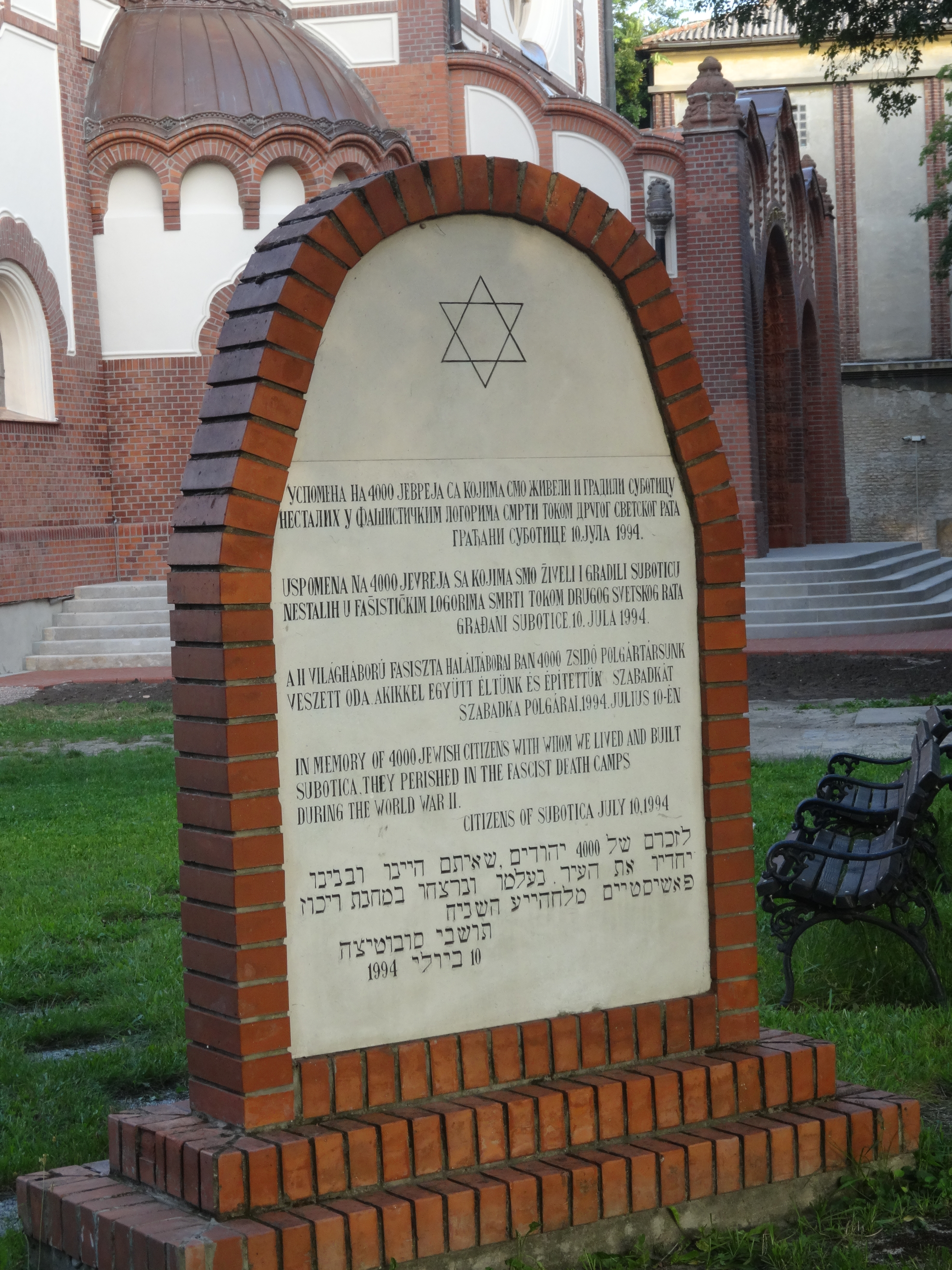
Plaque en mémoire des 4 000 Juifs qui ont construit et vécu à Subotica puis ont été assassinés dans les camps de concentration de la IIE guerre mondiale

## En Voïvodine
Pendant que le reste de la Serbie se trouvait sous domination ottomane, la Voïvodine, actuellement province autonome au sein de la république de Serbie, fit partie des possessions des Habsbourg à partir de la fin du XVIIe siècle. Avant cette période, elle fut, elle aussi, dirigée par les Ottomans et c'est sous leur domination que les premiers Juifs s'installèrent dans la région.
En 1782, l'empereur Joseph II d'Autriche publia un Édit de tolérance, qui accordait aux Juifs, dans une certaine mesure, la liberté religieuse. Cet édit attira de nombreux Juifs dans l'empire d'Autriche, y compris en Voïvodine. Les communautés juives prospérèrent et, à la fin du XIXe siècle, la région comptait près de 40 communautés.
Au recensement de 1931, 21 000 Juifs vivaient dans la province. En revanche, les communautés juives de Voïvodine, comme celles du reste de la Serbie, furent en grande partie exterminées au cours de l'Holocauste, et particulièrement dans les régions du Banat, directement placé sous contrôle nazi, et de la Bačka, occupée par les Hongrois. Lors du raid de 1942, les troupes hongroises tuèrent de nombreux Juifs et de nombreux civils serbes de la Bačka. Les synagogues de Zrenjanin et de Kikinda furent détruites pendant la guerre, tandis que celle de Pančevo fut démolie après la guerre après la quasi-disparition des Juifs de la ville.

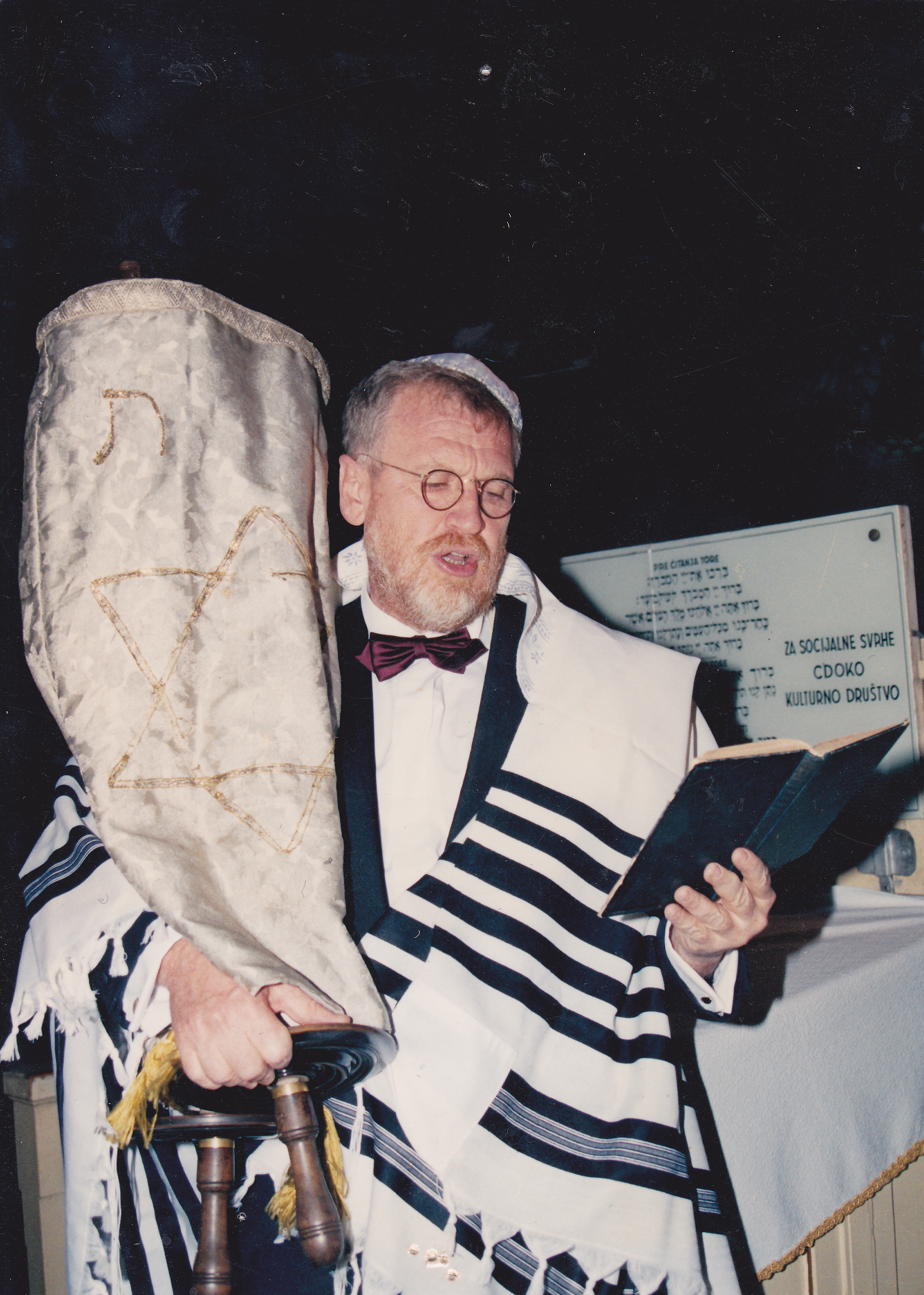
Halbrohr Tamás, président de la communauté juive de Subotica, portant les rouleaux de la Torah à Subotica en 2014

Aujourd'hui, 329 Juifs, soit près de la moitié des Juifs de Serbie, vivent en Voïvodine, la plupart à Subotica, Pančevo, Zrenjanin et Sombor.

## Personnalités
- Moša Pijade, homme politique, peintre et critique d'art
- Oskar Davičo, poète serbe
- David Albahari, écrivain serbe
- Sonja Licht
- Erich Šlomović, collectionneur d'art.

### Sources
- (en) Synagogues Without Jews - Serbia and Croatia
- (en) Jews of the Former Yugoslavia After the Holocaust
- (en) American Jewish Joint Distribution Committee, Serbia-Montenegro
- Jaša Romano, 'Jews of Yugoslavia 1941 - 1945 Victims of Genocide and Freedom Fighters, à partir du résumé en anglais du livre Jevreji Jugoslavije 1941-1945. Zrtve Genocida I Ucesnici Narodnosloodilckog Rata, Belgrade : Federation of Jewish Communities of Yugoslavia, 1980 ; pp. 573 à 590.

## Voir aussi

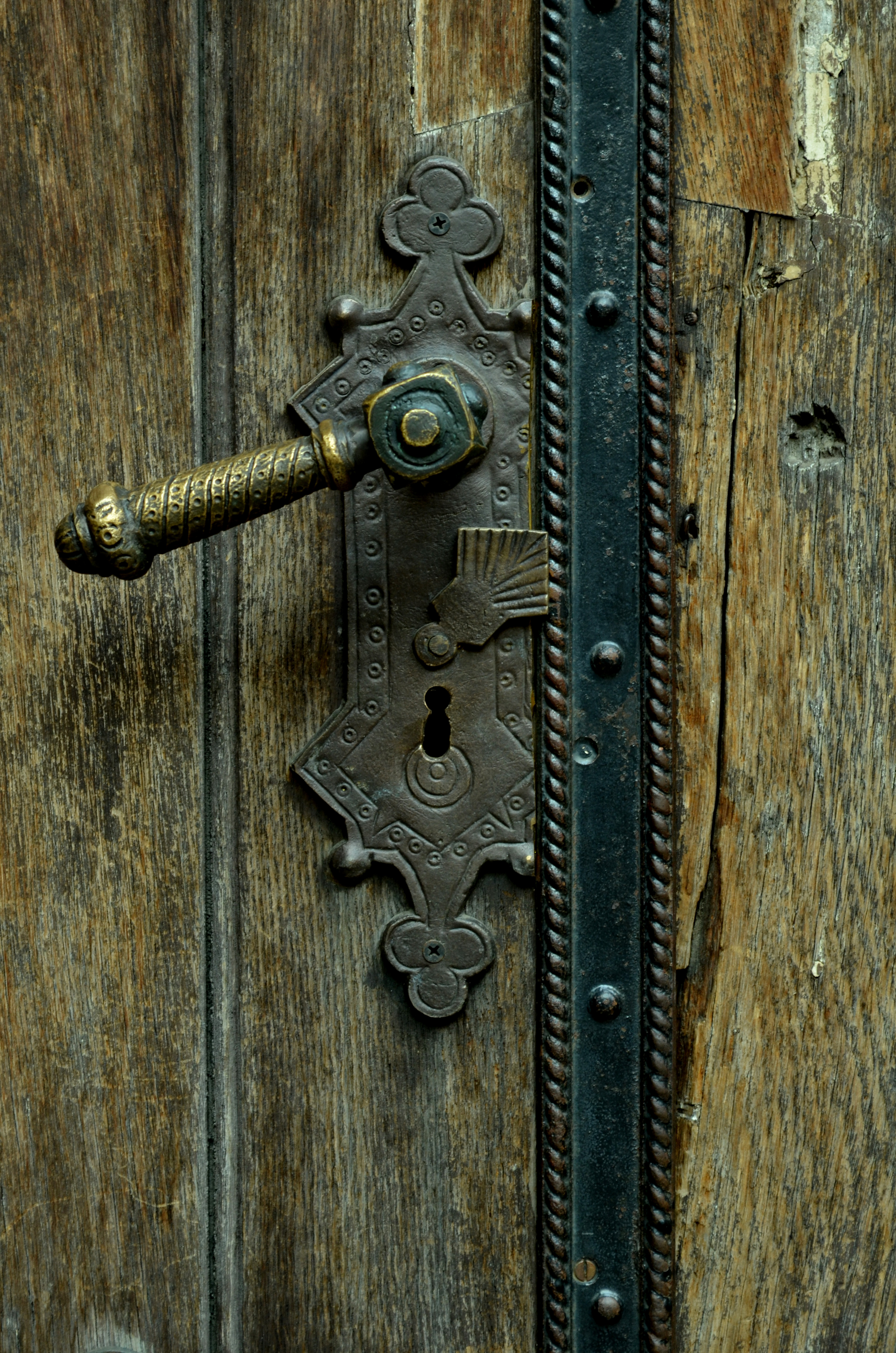
Huisserie de la porte de la synagogue de Novi Sad